# Волкерс-Ки
Волкерс-Ки (англ. Walker’s Cay) — остров, расположенный на краю островов Абако и входящий в состав Багамских Островов.

## География
Площадь острова 15 км², длина 1,3 км, ширина от 88 до 485 м. Висота над уровнем моря — 1 м.
Волкерс-Ки — самый северный остров Багамских островов.

## Административное деление
В административном отношении относится к району Гранд-Ки. На острове расположен городок Волкерс-Ки-Таун.

## Туризм
Остров популярен благодаря спортивному рыболовству и дайвингу.
В 2002 году морская зона у берегов Волкерс-Ки была объявлена национальным парком.